# Lista de gêneros da subfamília dos arctiíneos
A seguir está uma lista com os gêneros pertencentes à família Arctiidae.

## Espécies
| - Abablemma - Abacena - Ableptina - Ablita - Abolla - Abriesa - Abseudrapa - Aburina - Abynotha - Acaenica - Acantharctia - Acanthermia - Acanthodelta - Acantholeucania - Acantholipes - Acanthoprora - Acantuerta - Acerbia - Achaeops - Acharya (Arctiidae) - Acidaliodes - Acidon - Acidonistis - Acmana - Acolasis - Acontarache - Acopa - Acosmetia - Acrapex - Acrarmostis - Acremma - Acropserotarache - Acroria - Acroriodes - Acsala - Actea - Actebia - Actinotia - Acyclania - Acygnatha - Acylita - Acyphas - Adaphaenura - Adetoneura - Adisura - Adlullia - Adonisea - Adra (Arctiidae) - Adrapsa - Adrapsoides - Adris - Adyroma - Aedia - Aegle (Arctiidae) - Aegleoides - Aegocera - Aemilia - Aeologramma - Aethalina - Afotella - Afrenella - Africalpe - Afrida - Afroarctia - Afroplitis - Afropteryx - Afropydna - Agaltara - Agaraea - Agaristodes - Aglaeomorpha - Aglaonice - Aglossestra - Agoma - Agrapha - Agrotana - Agrotisia - Agylla - Akoniodes - Akonus - Alamis - Albarracina - Alelimma - Aleucanitis - Alexicles - Alina - Allata - Alloasteropetes - Allocosmia - Allodonta - Allophyes - Allotoma - Aloa - Alpenus - Alypophanes - Alysina - Amastus - Amauridia - Amazonides - Amerila - Ametropalpis - Amiana - Ammobiota - Ammoconia - Ammophanes - Ammopolia - Amolita - Amphekes - Amphicallia - Amphidrina - Amphigonia - Amphilita - Amphiongia - Amphoraceras - Amplicincia - Amsactarctia - Anachrostis - Anacronicta - Anadevidia - Analetia - Anamecia - Ananepa - Anaplusia - Anapoma - Anartodes - Anartomima - Anatatha - Anateinoma - Anathetis - Ancara (Arctiidae) - Andesia (Arctiidae) - Andicola - Andobana - Andrhippuris - Andrianam - Androlymnia - Anereuthina - Anereuthinula - Anexotamos - Angelus (Arctiidae) - Angitia (Arctiidae) - Anigraea - Anisoneura - Anna (Arctiidae) - Anoba - Anomis - Anomophlebia - Anophiodes - Anoratha - Anorena - Antachara - Antapistis - Antaplaga - Anthodes - Antiblemma - Anticarsia - Antimima - Antiophlebia - Antitype - Antivaleria - Antoculeora - Anua - Anuga - Anugana - Anumeta - Anycteola - Anydrophila - Apaegocera - Apantesis - Apaustis - Apeplopoda - Aphorisma - Apocalymnia - Apocrisias - Apopestes - Aporophoba - Aporophyla - Apospasta - Apostema (Arctiidae) - Apoxestia - Appana - Apustis - Apyre - Arabriga (Arctiidae) - Arachnis (Arctiidae) - Araeognatha - Araeopterella - Arboricornus - Arbostola - Arcte - Arctia - Arctinia - Arctornis - Arenarba - Arenostola - Arge - Argidia - Argillana - Argillophora - Argina - Argyphia - Argyrana - Argyrargenta - Argyrhoda - Argyrolepidia - Argyrostagma - Argyrosticta - Argyrostrotis - Ariathisa - Ariphrades - Aristaria - Armada (Arctiidae) - Arna - Aroa (Arctiidae) - Arpia - Arrade - Arrothia - Arsaciodes - Artaxa - Artena (Arctiidae) - Artigisa - Artimelia - Arugisa - Aruta - Arytrurides - Arzama - Ascalapha - Asiccia - Asingana - Asota - Aspidhampsonia - Aspidifrontia - Aspila - Asplenia (Arctiidae) - Asteroscopus - Asticta - Atethmia - Athaumasta - Athyrma - Atlantagrotis - Atlantarctia - Atopomorpha - Atrachea - Attatha - Attonda - Aucha - Auchmis - Aucula - Audea - Aulotarache - Australothis - Authadistis - Autoba - Autophila - Autoplusia - Avatha - Aventiola - Avitta - Axiocteta - Axylia - Azazia - Azeta - Balaca - Balbura - Bambusiphila - Bamra - Baniana - Baorisa - Baputa - Barcita - Baroa - Bathytricha - Batuana - Beara - Beeria - Beihania - Belciana - Bematha - Bembina - Bendis - Bendisodes - Bendisopis - Bergeria - Berioana - Bertholdia - Bertula - Binna - Birnara - Biturix - Bityla - Blasticorhinus - Blazia - Blepharita - Blepharosis - Bleptina - Bleptinodes - Bleptiphora - Bocana - Bocula - Bomolocha - Bonaberiana - Borbotana - Borearctia | - Borolia - Borsania - Boryza - Bostrodes - Bostrycharia - Bouda - Boursinidia - Bracharoa - Brachionycha - Brachygalea - Brachyherca - Brachymastix - Brachyona - Brachyxanthia - Bradunia - Brana (Arctiidae) - Britha - Brithodes - Brithys - Brithysana - Brontypena - Bruceia - Bryocodia - Bryogramma - Bryograpta - Bryomima - Bryomoia - Bryonycta - Bryophilina - Bryopolia - Bulia - Burgena - Busseola - Butleronea - Buzara - Cabralia - Cacofota - Cadiorapa - Cadorela - Cadurca - Caelicola - Caenurgia - Caenurgina - Caffristis - Calamia - Calesia - Calesidesma - Calidota - Callegaria - Callhyccoda - Callimorpha - Calliodes - Callipyris - Callistege - Calliteara - Callixena - Calloruza - Callostrotia - Callyna - Calocea - Calocucullia - Calophasidia - Calopteron - Calpoparia - Calydia - Calymma - Calyptra - Camphypena - Camptocrossa - Camptoloma - Campydelta - Canararctia - Canatha - Canthylidia - Capelica - Caphornia - Capnistis - Car (Arctiidae) - Caragolina - Carales - Caranusca - Carbona (Arctiidae) - Carcharoda - Carcinarctia - Cardepia - Cardiestra - Cardiosace - Caribarctia - Caridarctia - Carlotta - Carmara - Caroga - Carpheria - Carpholithia - Carriola (Arctiidae) - Carsina - Carteris - Caryatis - Caryonopera - Casama - Casandria - Casperia (Arctiidae) - Catada - Catadelpha - Catadelta - Catadoides - Catalana - Cataloxia - Catamecia - Catamelas - Catasema - Catephia - Catephiodes - Catephiona - Catoblemma - Catocala - Caularis - Cautaeschra - Cautatha - Caviria - Cecharismena - Ceilodiastrophon - Celia - Celiptera - Centrarthra - Cerapteryx - Ceraptila - Cerocala - Ceroctena - Ceromacra - Cerynea - Cetola - Chabuata - Chaetostephana - Chalciope - Chalcoecia - Chamyla - Chamyna - Chamyris - Chasmina - Chasminodes - Cheliosea - Chelis - Chelonomorpha - Chersotis - Chilodes - Chionarctia - Chlumetia - Choerotricha - Chopardiana - Chrysocyma - Chrysograpta - Chrysonicara - Chrysorithrum - Chusaris - Cidariplura - Cifuna - Cirrodes - Cirrodiana - Cirrodistis - Cispia - Cisseps - Cisthene - Claterna - Clavipalpa - Clavipalpula - Clemensia - Cleonymia - Clethrogyna - Closteromorpha - Clymene - Cnethodonta - Coarica - Coelophoris - Coeriana - Cola (Arctiidae) - Comachara - Composia - Conigephyra - Coniortodes - Conisania - Conistra - Cophanta - Copitarsia - Corgatha - Corgathalia - Correbia - Corsa (Arctiidae) - Corynitis - Coscinia - Cosmosoma - Cozola - Crambidia - Crambopsis - Crameria - Craniophora - Creatonotus - Crenularia - Crithote - Cropera - Cropia - Crorema - Croremopsis - Cruria - Cryphioides - Cryphiomima - Crypsiprora - Ctenucha - Ctenusa - Culicula - Cultripalpa - Curoba - Cyana - Cyclopteryx - Cycnia - Cyligramma - Cymaroa - Cymatophoropsis - Dahana - Damias - Daplasa - Daseochaeta - Dasorgyia - Dasyarctia - Dasychiroides - Dasychoproctis - Dasygaster - Dasypolia - Dendrophleps - Depalpata - Dermaleipa - Deserta - Desmoloma - Diacrisia - Diadochia - Diagrapta - Dialithis - Diascia - Dichonia - Dichoniopsis - Dichromia - Dicycla - Dida (Arctiidae) - Didasys - Dierna - Diloba - Dimerota - Dimorphinoctua - Dinia - Dinoprora - Dinumma - Diomea - Dionychoscelis - Diopa - Diospage - Diota - Diparopsis - Diphthera - Diphtherocome - Diplodira - Diplonephra - Diplothecta - Dipterygina - Dischalis - Discophlebia - Discosema - Disoidemata - Disparctia - Disphragis - Disticta - Ditrogoptera - Divaena - Dodia - Doerriesa - Dolichoscyta - Dolichosomastis - Donacesa - Donuca - Dordura - Dorika - Dorstiana - Doryodes - Drasteriodes - Draudtia - Drepanofoda - Drepanoperas - Drepanophiletis - Drobeta - Drymonia (Arctiidae) - Dryobota - Dryobotodes - Dudusa - Dunira - Dura - Dusponera - Dyasma - Dymba - Dyomyx - Dyops - Dyrzela - Dysauxes - Dysglyptogona - Dysgnathia | - Dysgonia - Dysmilichia - Dyspyralis - Dysschema - Eala - Earias - Eccrita - Echanella - Echo (Arctiidae) - Ecpantheria - Ecthymia - Ectochela - Ectogonia - Ectogoniella - Ectolopha - Ectopatria - Ectypia - Edessena - Edmondsia - Effractilis - Egle (Arctiidae) - Egnasia - Egnasides - Egone - Egryrlon - Egybolis - Eicomorpha - Eilema - Elaemima - Elaeodopsis - Eligma - Eloria - Elousa - Elusa - Elygea - Elysius - Emboloecia - Empyreuma - Enea (Arctiidae) - Engelhardtia - Eospilarctia - Epatolmis - Epharmottomena - Ephesia - Epiconcana - Epicyrtica - Epidemas - Epidromia - Epilacydes - Epilecta - Epipsilia - Episcepsis - Epischausia - Episema - Episparina - Episparis - Episparonia - Episteme (Arctiidae) - Epitausa - Epithisanotia - Epizeuxis - Eragisa - Erastrifacies - Erastriopis - Erastroides - Ercheia - Erebophasma - Erebostrota - Erebus (Arctiidae) - Eremobia - Eremochlaena - Eremopola - Ericeia - Eriopyga - Eriopygodes - Erioscele - Erocha - Erythrophaia - Estigmene - Estimata - Ethiopica - Ethioterpia - Etobema - Euamiana - Eublarginea - Eublemma - Eublemmistis - Eublemmoides - Eucarta - Eucereon - Euceriodes - Euchaetes - Euchalcia - Eucharia - Euclidia - Euclystis - Eucropia - Eudesmia - Eudocima - Eudrapa - Euerythra - Eugatha - Eugnathia - Euhampsonia - Eulepidotis - Eulocastra - Eumichtis - Eunomia (Arctiidae) - Euplagia - Euprepia - Euproctidion - Eupseudosoma - Eurata - Eurodes - Euromoia - Eustrotia - Eutelia - Exsula - Eyralpenus - Farara - Felinia - Feliniopsis - Fentonia - Feredayia - Ferenta - Fishia - Flammona - Fleta - Focillistis - Focillodes - Fodinoidea - Forsebia - Fota (Arctiidae) - Fracara - Freilla - Fruva - Fulvarba - Gabara - Gabyna - Gaedonea - Galanda - Galeana (Arctiidae) - Galtara - Gardinia - Gaurenopsis - Gelastocera - Gelenipsa - Gerarctia - Gerbathodes - Geria (Arctiidae) - Geroda - Gerra (Arctiidae) - Gesonia - Ghoria - Gigides - Giria - Giubicolanta - Gizama - Glaucicodia - Glenopteris - Gloanna - Globosusa - Glympis - Gnamptogyia - Gnamptonychia - Gnamptonyx - Gnathogonia - Gnophaela - Goenycta - Gondysia - Goniocarsia - Goniocraspidum - Goniohelia - Goniophila - Goniosema - Gonoclostera - Gracilopsis - Grammia - Grammoa - Graphania - Graphelysia - Gynaephora - Hadennia - Haematomis - Hagapteryx - Halisidota - Halysidota - Haploa - Harita - Harpyia - Harrisina - Hecatesia - Hectobrocha - Hedymiges - Heliozona - Hemerophanes - Hemihyalea - Heraclia - Heracula - Heraema - Herbertina - Herminia - Hermonassa - Herpoperasa - Hespagarista - Heterogramma - Heterographa - Heteronygmia - Heterotropa - Himeropteryx - Holoarctia - Holomelina - Homaea - Homodes - Hoplodrina - Horama - Hupodonta - Hyaleucerea - Hydrillodes - Hypenodes - Hypenomorpha - Hypercompe - Hypersypnoides - Hyphanria - Hyphantria - Hypocrisias - Hypogrammodes - Hyponeuma - Hypoprepia - Hyposada - Hypospila - Idalus - Ilattia - Ilema - Ilemodes - Ilsea - Ilyrgis - Inopsis - Iranada - Iscadia - Ischnarctia - Ischyja - Isia - Isochlora - Isogona - Isoura - Itmaharela - Itonia - Ivela - Janseodes - Janthinea - Jodia - Juncaria - Kakopoda - Karschiola - Kenrickodes - Khadira - Kintana - Kiriakoffalia - Kodiosoma - Koraia - Kunupia - Kyneria - Lacipa - Lacydes - Lagoptera - Lamprotes - Lascoria - Lathosea - Latirostrum - Laugasa - Leiometopon - Leiorhynx - Leioselia - Leiostola - Leistera - Lemyra - Lephana - Lepidodelta - Lepidodes - Lepidopalpus - Lepista - Leptarctia - Leptepilepta - Lepteria - Leptotroga - Lerina - Letis - Leucaloa - Leucanitis - Leucanopsis - Leucochlaena - Leucocnemis - Leucogonia - Leucogramma - Leucoma - Leucopardus - Lexis - Lithomoia - Lithosia - Lobocheilos - Lophocampa - Lophocosma | - Lophodelta - Lophomilia - Lophonotidia - Lophonotina - Lophopanilla - Lophophora (Arctiidae) - Lophoplusia - Lophoptera - Lophorache - Lophoruza - Lophoterges - Luceria - Lycaugesia - Lyclene - Lycomorpha - Lycomorphodes - Lygephila - Lymantriades - Lymire - Lyncestis - Lythrodes - Macapta - Macdunnoughia - Macrocneme - Madegalatha - Mafana - Maghadena - Malupa - Manbuta - Manga (Arctiidae) - Mannina - Manulea (Arctiidae) - Marapana - Maraschia - Marathyssa - Marblepsis - Marcipa - Marcipalina - Marimatha - Marojala - Maronia - Maronis - Masalia - Massaga - Massala (Arctiidae) - Mastigophorus - Mastixis - Matarum - Matigramma - Matiloxis - Matopo - Maxera - Maxia - Mazuca - Mecistoptera - Mecodina - Mecodinops - Mecodopsis - Medlerana - Megaloctena - Meganephria - Megasema - Megistoclisma - Meizoglossa - Melagramma - Melanaema - Melanomma - Meleneta - Melipotis - Melisa - Mellona - Melora - Mendozania - Menecina - Menegites - Meranda - Meridyrias - Merolonche - Mesophalera - Metachrostis - Metalectra - Metallosia - Metatacha - Metaxyllia - Metopoceras - Metria - Micralarctia - Micreremites - Micromorphe - Migoplastis - Miltochrista - Mimanuga - Mimasura - Mimeusemia - Miniophyllodes - Minofala - Mixomelia - Mocis - Moma (Arctiidae) - Mosoda - Mosopia - Myonia - Naclia - Nacna - Nagia - Namanganum - Nanamonodes - Napata (Arctiidae) - Naranga - Narangodes - Narthecophora - Neachrostia - Nechesia - Neleucania - Nelphe - Neoarctia - Neochera - Neocleptria - Neocodia - Neocucullia - Neodrymonia - Neoerastria - Neogabara - Neogalea - Neogrotella - Neoherminia - Neolaphygma - Neolita - Neomanobia - Neomilichia - Neomonodes - Neopalthis - Neophaeus - Neopistria - Neoplynes - Neostichtis - Neostrotia - Neothyone - Neperigea - Nerea - Neritos - Neuroxena - Nola (Arctiidae) - Notarctia - Nudaridia - Nudina - Numenes - Nyctycia - Ochrostigma - Ocneria - Ocnogyna - Odontelia - Odontestra - Odozana - Oederemia - Oenosandra - Oeonistis - Oglasa - Olivenebula - Olulis - Olulodes - Omochroa - Omphalagria - Omphalophana - Omphaloscelis - Onthyes - Opharus - Ophiuche - Ophiusa - Opigena - Oporophylla - Oraesia - Oricia (Arctiidae) - Orodemnias - Orodesma - Oroplexia - Orsa - Orthia - Orthogonia - Orthogrammica - Ortholeuca - Orthopha - Orvasca - Ostha - Othreis - Otroeda - Oxicesta - Oxidercia - Oxira - Oxycilla - Oxygonitis - Oxythaphora - Oxythres - Oxytrita - Oxytrypia - Pachnobia - Paectes - Pagara (Arctiidae) - Palaeagrotis - Palaeamathes - Palaeostauropus - Palasea - Panchrysia - Pandesma - Pangrapta - Pantana - Panthauma - Parachabora - Parachalciope - Paracullia - Paradiarsia - Paradrina - Paradrymonia (Arctiidae) - Parafodina - Paragabara - Paragona - Paralephana - Parallelia - Paralpenus - Paramaenas - Paranerice - Paraplastis - Paraproctis - Pararcte - Pararctia - Parargidia - Pararothia - Parasemia - Parasiccia - Pardoxia - Pareuchaetes - Pareuxoa - Parexarnis - Parhypena - Pariambia - Parilyrgis - Parocneria - Paroligia - Paromphale - Paroruza - Parosmia (Arctiidae) - Parthenos - Parvaroa - Pechipogo - Pelamia - Peliala - Penicillaria - Penisa - Penthophera - Perasia - Perata - Percalpe - Perciana - Pericallia - Periconta - Pericyma - Perigrapha - Perissandria - Perophiusa - Persectania - Perynea - Peteroma - Petrowskya - Phaegorista - Phaeoblemma - Phaeolita - Phaeosoma - Phalaenoides - Phalaenostola - Phaloesia - Phanaspa - Pharga - Phasidia - Phasma - Pheosiopsis - Philometra - Phlogochroa - Phlyctaenogastra - Phoebophilus - Phoenicoprocta - Photedes - Phragmatobia - Phuphena - Phycopterus - Pida - Pirga - Pirgula - Platarctia - Platyprepia - Plesiophysa - Poecilarctia - Poecilosoma - Poliopastea - Polymixis - Polyorycta - Polyphaenis - Porphyrinia - Porthesaroa - Powellinia - Praxis (Arctiidae) - Prionofrontia - Procrateria - Progonia | - Prolophota - Prolymnia - Prometopus - Pronoctua - Prorachia - Proroblemma - Prorocopis - Proruaca - Prosoparia - Prospalta - Proteinania - Proteuxoa - Protexarnis - Prothrinax - Psalis - Pseudocharis - Pseudocopicucullia - Pseudogaltara - Pseudogenusa - Pseudohemihyalea - Pseudoips - Pseudolabis - Pseudomicrodes - Pseudopanthea - Pseudophisma - Pseudosphex - Psilochira - Psilopleura - Psychophagus - Pteredoa - Pterocyclophora - Pteroodes - Pterostoma - Ptichodis - Ptilodon - Ptychoglene - Pygaera - Pygarctia - Pygoctenucha - Pyrois - Pyrrharctia - Pyrrhopteryx - Quadricalcarifera - Ragana - Raghuva - Rahona - Raparna - Raphiscopa - Recoropha - Redectis - Rejectaria - Remigia - Renia - Renodes - Reticulana - Rhabdatomis - Rhabdotina - Rhabinogana - Rhabinopteryx - Rhamnocampa - Rhangena - Rhanidophora - Rhapsa - Rhatta - Rhegmatophila - Rhesala - Rhesalides - Rhesalistis - Rhipha - Rhodina - Rhodogastria - Rhopalognatha - Rhosus - Rhynchina - Rhynchodia - Rhynchodontodes - Rhyncholita - Rhyparia - Rhyparioides - Rhypopteryx - Rhypotoses - Roeselia - Rosema (Arctiidae) - Rothia (Arctiidae) - Saenura - Sagaropsis - Sajania - Saragossa (Arctiidae) - Sarsina (Arctiidae) - Satara - Scalmicauda - Scepsis - Schausia - Schausilla - Schiraces - Schistorhynx - Schoutenia (Arctiidae) - Sciatta - Sciomesa - Scolecocampa - Scoliacma - Scoliopteryx - Scopariopsis - Scopiblepta - Scopifera - Scopulomia - Scotocampa - Scotogramma - Scotostena - Scriptania - Scrobigera - Scutirodes - Scythocentropus - Scytognatha - Sedina - Seirarctia - Seirocastnia - Selambina - Selenisa - Senta (Arctiidae) - Sericia - Sermyla - Serrodes - Sesamia - Setema - Setina - Shaka (Arctiidae) - Shapis - Siccyna - Sidemia - Sigela - Silda - Simplicia (Arctiidae) - Sinarella - Sineugraphe - Singara - Sinocharis - Sitophora - Smicroloba - Smilepholcia - Smyra - Soloe - Soloella - Somalibrya - Somena - Sophta - Sorygaza - Sotigena - Spargaloma - Spatalia - Speia - Speocropia - Sphetta - Sphingomorpha - Sphrageidus - Sphragifera - Spilarctia - Spilobotys - Spilosoma - Spinipalpa - Spirama - Spiris - Spudaea - Squamipalpis - Staetherinia - Standfussiana - Stauropides - Stenarctia - Stenoloba - Stenosomides - Stenostygia - Stenoxia - Stenozethes - Stictoptera - Stigmatophora - Stigmoplusia - Stilbia - Stilpnaroma - Stilpnotia - Stracena - Stracilla - Sugitania - Sundaroa - Synalissa - Synogdoa - Syntomeida - Syntomis - Sypnoides - Systremma - Tambana - Tarsolepis - Teinoptera - Telochurus - Teracotona - Termessa - Terphothrix - Tessella - Tetracme (Arctiidae) - Teulisna - Thagona - Thalatha - Thallarcha - Thambeta - Thanatarctia - Theriophila - Throana - Thumata - Thursania - Thyana - Thyas - Thyriodes - Thyrostipa - Thysanoplusia - Tibiocillaria - Tipasa (Arctiidae) - Tipasodes - Tipra - Tiracola - Tolna - Tolnaodes - Tolpia - Tolpiodes - Toxonprucha - Toxoproctis - Trachea - Tracheplexia - Trachysmatis - Tranoses - Trapezoptera - Trauaxa - Trichanarta - Trichestra - Tricheurois - Trichopolia - Trichoptya - Trichoridia - Trichosea - Trichosilia - Trichromia - Tricraterifrontia - Tridentifrons - Trigonistis - Trigonodes - Trigonophora - Tringilburra - Triphaenopsis - Tripseuxoa - Trisulipsa - Trisuloides - Turlina - Turuptiana - Tyria - Uollega - Upothenia - Uripao - Urocoma - Urodonta - Ursogastra - Usimbara - Utetheisa - Utethesia - Valeria (Arctiidae) - Valerietta - Valeriodes - Vapara - Varicosia - Varmina - Veia (Arctiidae) - Vescisa - Vespola - Vestalis - Vestura - Victrix - Vietteania - Vietteria - Virbia - Virgo (Arctiidae) - Vohitra - Wilemanus - Xanthanomis - Xanthograpta - Xanthomantis - Xanthomera - Xanthostha - Xanthothrix - Xenophysa - Xenosoma - Xoria - Xylinissa - Xyliodes - Xylocampa - Xylomoia - Xylophylla - Xylopolia - Xylormisa - Yepcalphis - Yidalpta - Yigoga - Zavana - Zekelita - Zeuzera |